# GNAT Modified General Public License
GNAT Modified General Public License (w skrócie: Modified GPL, GMGPL) jest wersją GPL specyficznie zmodyfikowaną z powodu szablonowości obecnej w języku programowania Ada.
Jako specjalny wyjątek, gdy inne pliki tworzą specjalizacje szablonów, lub gdy konsoliduje się jednostkę z innymi, aby wyprodukować program, nie powoduje to automatycznego objęcia całego programu licencją GPL.  Ten wyjątek jednak nie unieważnia żadnych innych powodów objęcia programu licencją GPL.
Kompilator GNAT może zautomatyzować sprawdzanie licencji dla niektórych programów objętych GPL przez dyrektywę kompilatora.  
Aby aktywować sprawdzanie GMGPL użyj:

 
pragma License (Modified_GPL);. 
Referencja GNAT dokumentuje dyrektywę pragma License  tak, jak inne dyrektywy.